# District de Telefomin
Le district de Telefomin est un district de la province de Sandaun en Papouasie-Nouvelle-Guinée. Sa capitale est Telefomin. Ses habitants comprennent le peuple de la Montagne Ok (en), un groupe culturel avec de nombreux sous-groupes dont les Telefol (en), les Urapmin (en) et les Wopkaimin. Les Oksapmin vivent également dans ce district. Une recherche ethnographique notable de Geoffrey B. Saxe à l'UC Berkeley a documenté la rencontre entre les utilisations pré-contact du nombre et son évolution culturelle dans des conditions de monétisation et d'exposition à la scolarisation et à l'économie formelle chez les Oksapmin.